# Yakovlev Yak-3
El Yakovlev Yak-3 (en ruso: Як-3), conocido inicialmente como I-30, fue un caza monomotor de ala baja fabricado por la oficina de diseño soviética Yakovlev durante la década de 1940 a partir del Yakovlev Yak-1, y que entró en servicio en la Fuerza Aérea Soviética, con la que participó en la Segunda Guerra Mundial, donde tuvo un buen rendimiento debido a que era más ligero, pequeño y maniobrable que sus rivales, y a su alta relación peso-potencia. Años después sirvió de base para la construcción del avión de entrenamiento Yakovlev Yak-11 y al primer caza a reacción soviético viable, el Yakovlev Yak-15.

## Diseño y desarrollo

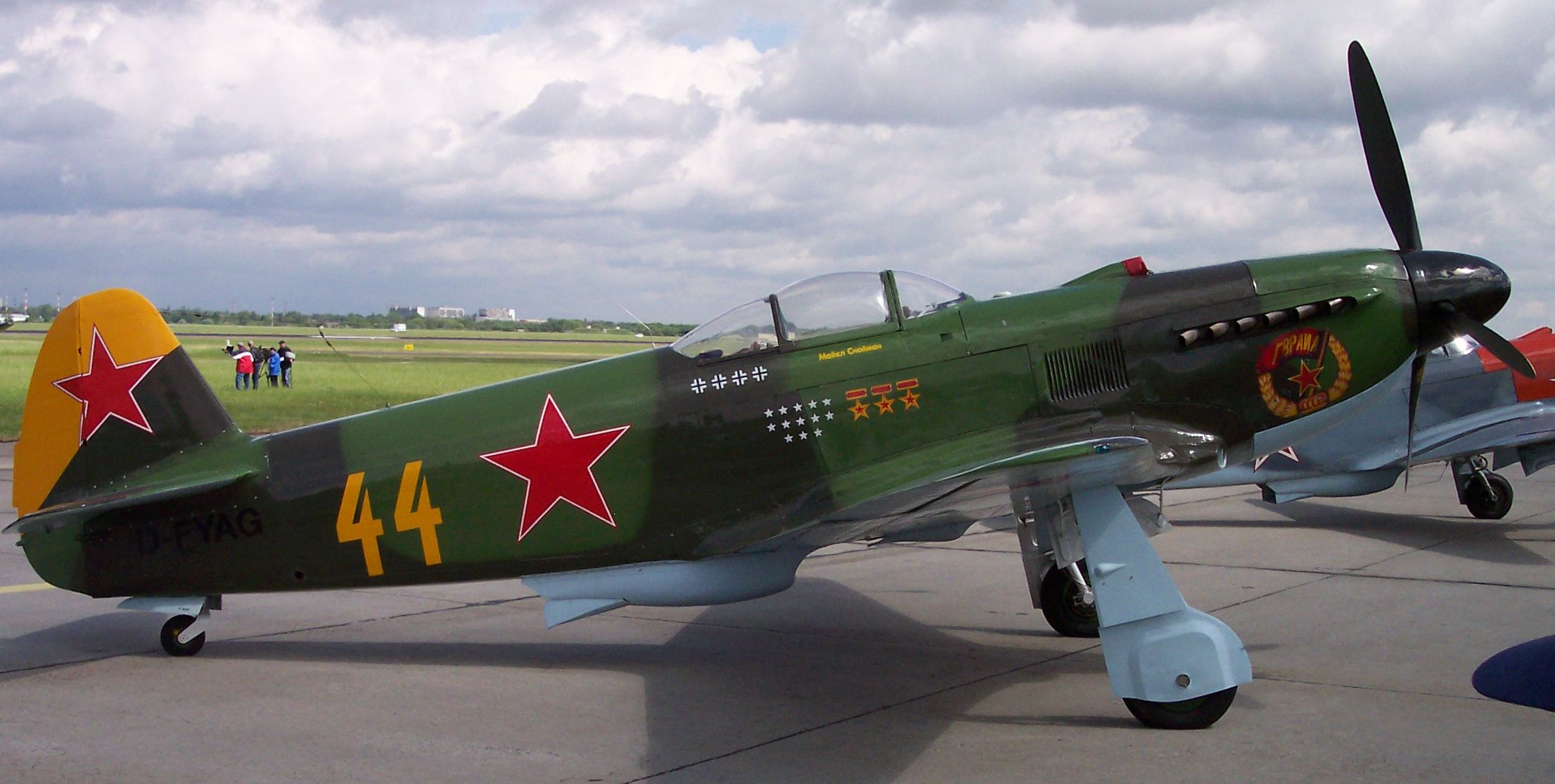
Yakovlev Yak-3.

A finales de 1941 comenzó el diseño de un caza monoplaza en torno al nuevo motor Klimov VK-107. Los parámetros de diseño se fundaban en conseguir dimensiones y pesos moderados, tan poca resistencia aerodinámica como fuese posible y la maniobrabilidad propia de una máquina de combate. 
Debido a los retrasos provocados por el nuevo motor y a la necesidad de construir el mayor número posible de aviones de los modelos en plena producción, el programa del Yakovlev Yak-3 no progresó con el ritmo debido. Se desarrolló y evaluó una nueva ala, más pequeña, junto con otros cambios en un Yakovlev Yak-1M a finales de 1942, y el primer prototipo del Yak-3 realizó su primer vuelo a finales de 1943. Si bien algunos aparatos de evaluación fueron probados en combate, el primer Yak-3 de serie no entró en servicio operacional, en las filas del 91.º IAP (regimiento aéreo), hasta julio de 1944, pero pronto se constató que el Yak-3 era un excelente caza de combate cerrado a cotas inferiores a 4000 m. La mejora conseguida en las prestaciones era notable, en especial a partir de que se pudo utilizar el motor VK-107, ya que hasta ese momento, se había empleado el VK-105PF-2, que propulsaba a los Yak de modelos más antiguos.
Construido en una cifra total de 4848 ejemplares, el Yak-3 se hizo rápidamente popular y consiguió elevadas relaciones de victorias sobre los cazas de la Luftwaffe durante los años 1944 y 1945.
El Yak-3 equipó la famosa unidad Normandie-Niemen, formada por pilotos de la Francia Libre y alcanzó la cúspide de su capacidad cuando el motor VK-107A de 1700 CV comenzó a estar disponible, en cantidades aún limitadas, a partir de agosto de 1944. Con esta planta motriz, su velocidad máxima pasó a ser de 720 km/h a 6000 m.

## Variantes

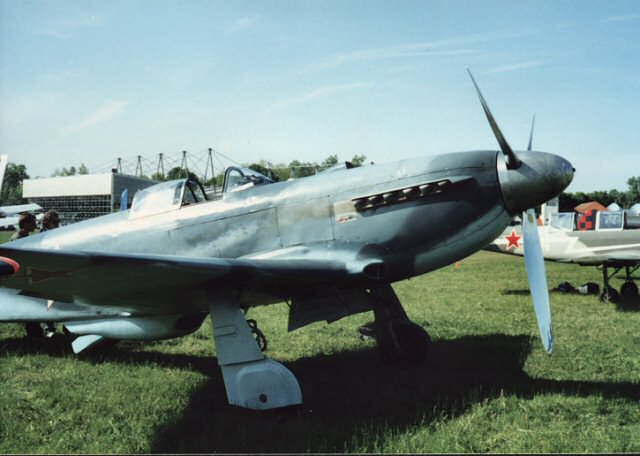
Réplica de Yakovlev Yak-3.

Yak-3
Primera versión de serie, cuyas entregas a la Fuerza Aérea Soviética comenzaron en julio de 1944.
Yak-3 (VK-107A)
Modelo equipado con motores Klimov VK-107A que proporcionaban 1650 CV (1230 kW) y 2 cañones automáticos Berezin B-20 de 20 mm, el cual alcanzaba una velocidad máxima de 720 km/h a 5750 m. Se construyeron 48 unidades fabricadas íntegramente de metal entre 1945 y 1946.
Yak-3 (VK-108)
Prototipo equipado con un motor Klimov VK-108 de 1850 CV (1380 kW) y armado con un cañón automático Nudelman-Suranov NS-23 de 23 mm. En pruebas llegaba a alcanzar 745 km/h a 6290 m, convirtiéndose en la variante más rápida. Otro Yak-3 fue equipado con el mismo motor y 2 cañones automáticos Berezin B-20 de 20 mm, obteniendo similares resultados.
Yak-3T
Versión antitanque equipada con un cañón automático Nudelman N-37 de 37 mm, y dos Berezin B-20S de 20 mm. La cabina estaba desplazada 40 cm hacia atrás para compensar el peso frontal del avión. No pasó de la fase de prototipo.
Yak-3T-57
Un único avión Yak-3T equipado con un cañón OKB-16-57 de 57 mm.
Yak-3P
Unos pocos ejemplares equipados con tres cañones Berezin B-20 de 20 mm y dos ametralladoras UBS de 12,7 mm.
Yak-3RD (o Yak-3D)
Adaptación experimental de aviones de serie con el fin de que recibieran en su sección de cola un motor cohete Glushko RD-1.
Yak-3V
Variante de alta cota, con alas de mayor envergadura.
Yak-3PD
Puesto en vuelo con el motor experimental sobrealimentado Klimov VK-106. Estaba previsto que incorporase cabina presurizada.
Yak-3U
Un avión reconstruido con un motor radial ASh-82FN y dos cañones automáticos Berezin B-20 de 20 mm.
Yak-3TK
Versión propulsada por el motor Klimov VK-107A, evaluada en 1945 con un turbocompresor accionado por los gases de escape.
Yak-3UTI
Desarrollado como entrenador de conversión a finales de 1945, con motor radial ASh-21. Pasó a denominarse Yakovlev Yak-11.

## Operadores
Francia
- Ejército del Aire francés: escuadrón de caza Normandie-Niemen.

 Polonia
- Fuerza Aérea del Ejército Polaco

 Unión Soviética
- Fuerza Aérea Soviética

 Yugoslavia
- Fuerza Aérea Yugoslava

## Especificaciones (Yak-3)
Referencia datos: 

### Características generales
- Tripulación: 1
- Longitud: 8,50 m
- Envergadura: 9,20 m
- Altura: 2,39 m
- Superficie alar: 14,85 m²
- Peso vacío: 2105 kg
- Peso cargado: 2692 kg
- Planta motriz: 1× Klimov M-105PF-2, V12 refrigerado por líquido.
  - Potencia: 1120 kW 1620 HP

### Rendimiento
- Velocidad nunca excedida (Vne): 655 km/h 407 mph
- Radio de acción: 650 km 407 mi
- Techo de vuelo: 10 700 m 35 000 pies
- Régimen de ascenso: 18,5 m/s 3645 pies/min
- Carga alar: 181 kg/m² 36,7 lb/ft²
- Potencia/peso: 0,36 kW/kg 0,22 HP/lb

### Armamento
- Armas de proyectiles: 

  - 1× cañón automático ShVAK de 20 mm, dentro del cono de la hélice
  - 2× ametralladoras Berezin UBS de 12,7 mm, sincronizadas
- Puntos de anclaje: seis para cargar una combinación de:

### Desarrollos relacionados
- Yakovlev Yak-1
- Yakovlev Yak-7
- Yakovlev Yak-9
- Yakovlev Yak-11
- Yakovlev Yak-15

### Aeronaves similares
- Focke-Wulf Fw 190
- Messerschmitt Bf 109
- Bell P-63 Kingcobra
- North American P-51 Mustang
- Supermarine Spitfire

### Secuencias de designación
- Aviones de caza de Yakovlev: Yak-1 • Yak-3 • Yak-7 • Yak-9 • Yak-15 • Yak-17 • Yak-23 • Yak-25 • Yak-28 • Yak-38

### Listas relacionadas
- Anexo:Cazas de la Segunda Guerra Mundial